# Keith Baker (Fußballspieler)
Keith Baker (* 15. Oktober 1956 in Oxford; † 19. Dezember 2013 ebenda) war ein englischer Fußballspieler.

## Karriere
Baker stach auf der Torhüterposition während seiner Schulzeit heraus, stand mit der Schulauswahl von Oxford 1972 im landesweiten Finale um die English Schools Trophy und repräsentierte im Frühjahr 1972 die englische Schülernationalmannschaft in Partien gegen Nordirland und Frankreich. In der Folge trat er dem örtlichen Profiklub Oxford United bei, bei dem er mit seinem Schulabgang einen Vertrag als Apprentice (dt. Auszubildender) erhielt.
Im November 1974 stieg er beim Zweitligisten Oxford zum Profi auf, hinter den Konkurrenten John Milkins und Roy Burton blieb er aber ohne Pflichtspieleinsatz. Zu seinem einzigen Auftritt in der Football League kam Baker während einer Monatsleihe beim Drittligisten Grimsby Town im August 1975. Weil die beiden etatmäßigen Torhüter Grimsbys, Harry Wainman und Neil Freeman, verletzt waren, kam Baker bei einer 0:3-Niederlage gegen den FC Gillingham zum Einsatz. Der Sunday Mirror schrieb über die Partie „Gillingham hätte ein halbes Dutzend [Tore] haben können, als sie die Unerfahrenheit von Grimsby-Torhüter Keith Baker ausnutzten.“ Im Herbst 1975 folgte eine weitere kurze Leihe zum FC Millwall, zu einem Pflichtspieleinsatz kam er hierbei nicht.
1976 wechselte er in den Non-League football und schloss sich Witney Town in der Southern League an. Der Klub spielte dort in der Division One North, 1978 wurde er mit dem Klub Staffelmeister und stieg in die Premier Division der Southern League auf. 1980 zog er zu Aylesbury United weiter, für die er in sieben Jahren 380 Pflichtspiele bestritt, die drittmeisten der Klubgeschichte. 1983 wurde er vereinsintern als Spieler des Jahres ausgezeichnet. 1985 stieg er mit dem Klub ebenfalls in die oberste Division der Southern League auf, 1986 gewann er den Berks & Bucks Senior Cup. In den Spielzeiten 1985/86 und 1986/87 erreichte er mit dem Team zudem die erste Hauptrunde des FA Cups. Im Mai 1987 wurde ihm ein Abschiedsspiel gegen Oxford United zuteil.
Im Sommer 1987 schloss er sich Banbury United an, von deren Fans war er einige Jahre zuvor als Spieler von Witney Town während eines Spiels mit Steinen beworfen worden. In zwei Jahren absolvierte er 94 Pflichtspiele für Banbury. 1988 gewann er mit dem Klub durch einen 1:0-Sieg über seinen Ex-Klub Witney Team den Oxfordshire Senior Cup, zum Erfolg trug er mit einem gehaltenen Strafstoß bei. Die Partie war zugleich das letzte Spiel im White House Ground, dem Stadion von Oxford City. 1989 wechselte er zu Buckingham Town, 1991 gewann er auch mit diesem Klub eine Staffelmeisterschaft in der Southern League (South Division), der Aufstieg in die Premier Division blieb dem Klub aber wegen seines unzureichenden Spielgeländes verwehrt. Von 1991 bis zu seinem Karriereende 1993 war noch für zwei Jahre Spielertrainer des Klubs.
Beruflich war Baker zunächst als Fahrer und Postbote tätig, bevor er in der Automobilbranche bei der Rover Group arbeitete, später bei BMW als Produktionsleiter. Baker verstarb im Dezember 2013 57-jährig im Kreis seiner Familie, er war seit über einem Jahr an Speiseröhrenkrebs erkrankt. Er hinterließ seine Ehefrau und zwei Kinder.